# 戸狩温泉スキー場
戸狩温泉スキー場（とがりおんせんスキーじょう）は、長野県飯山市にあるスキー場である。

## 概要
多彩なコースを持ち上級者から初心者まで楽しめるスキー場。2つあるベースは個人経営のゲレンデ食堂が複数立ち並んでおり、その背後にはそれぞれ大規模な宿泊街が控えている。また国道から各ベースまでの間に急勾配が無いため、乗用車でのアクセスが非常に容易であるのも特徴である。以前は屈曲リフトやシュレップリフト等の変わりダネリフトが存在した他に、他のスキー場に先駆けてデタッチャブルタイプの高速トリプルリフト（既に廃止のうえ架け替え）を導入していた。現在では主なコースに高速リフトが配されており、設備投資は落ち着いている。
近年は独創的な誘客展開を行っており、'04-'05シーズンは飲食チェーンを展開する際コーポレーションプロデュースの『星フル降るレストラン』のオープン'05-'06シーズンには吉本興業と提携し、お笑い芸人のイベントが開催された。
'06-'07シーズンは大手ゲーム会社セガ（後のセガ・インタラクティブ）の『オシャレ魔女♥ラブandベリー』とタイアップ企画を行ったり、長野県内の人気ラーメン店『らぅめん助屋』とタイアップして『戸狩ラーメン』をゲレンデ食堂で提供するなど、毎シーズンそれなりの話題が有る。
星フル降るレストランで売られていた『りんご豚まん』が在京マスコミに取り上げられるなど、ご当地名物として密かなブームとなっている。
スノーボードは全面滑走可能。

## ゲレンデ
- ゲレンデは3ヶ所。
  - カシオペアゲレンデ（旧：とんだいらゲレンデ）
  - ペガサスゲレンデ（旧：パノラマゲレンデ）
  - オリオンゲレンデ（旧：サンシャインゲレンデ）、(廃止)
- 9本のリフトにより、25本のコースとキッズエリアが設定されている。
- ナイターコースは3本、2,000m、ナイター営業は期日限定(現在中止中

## 温泉
ゲレンデ下に2ヶ所の共同浴場が設置されている。
- 暁の湯
- 望の湯

## 交通
- 上信越自動車道豊田飯山ICから17km
- 関越自動車道塩沢石打ICから59km
- JR東日本北陸新幹線・飯山線飯山駅、もしくは飯山線戸狩野沢温泉駅より長電バス

## 歴史
- 1955年　民宿営業始まる
- 1956年　スキー場開業(開業時は太田スキー場）
- 1960年　リフト竣工(現ペガサスゲレンデ）
- 1964年　第二ゲレンデ(現オリオンゲレンデ)リフト運行開始
- 1971年　とんだいら(現カシオペアゲレンデ）でのリフト運行開始
- 1991年　温泉湧出
- 2001年　ながの飯山国体　アルペン競技会場